# Château d'Eivere
Le château d'Eivere (estonien : Eivere mõis, autrefois en allemand : Herrenhaus Eyefer) est un petit château néogothique situé à Eivere, village appartenant à la commune de Paide en Estonie (Järvamaa).

## Historique

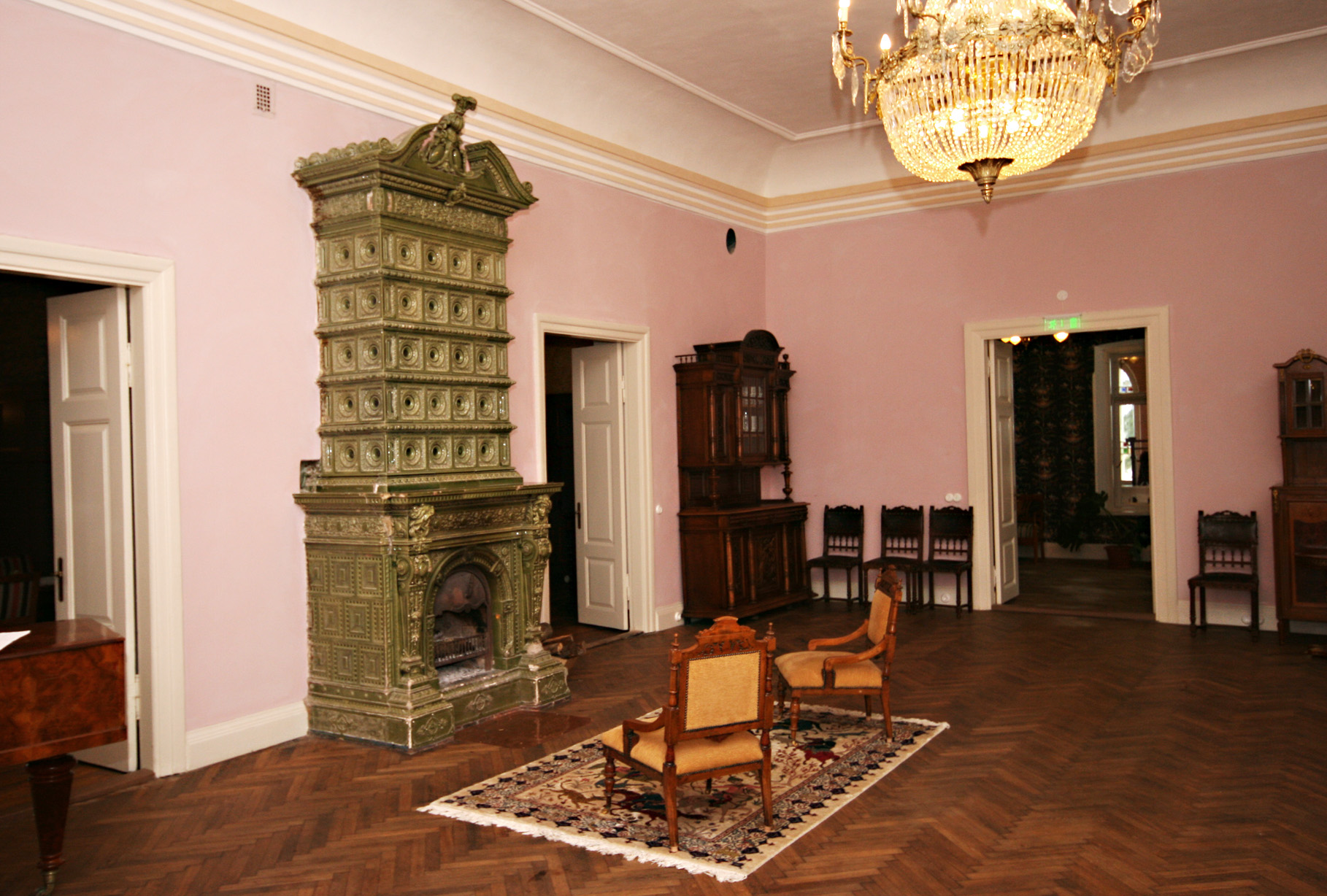
Vue de l'ancien grand salon

Le domaine seigneurial d'Eyefer a été formé en 1552 et devient un fief de la famille von Zoege. Il est acquis en 1621, du temps où la contrée appartient à la couronne suédoise, par le colonel Richard Rosencrantz et demeure dans cette famille jusqu'en 1776, à l'époque où la région fait partie du gouvernement d'Estland dans l'Empire russe. Le baron Pilar von Pilchau en devient ensuite propriétaire, puis la famille von Stackelberg de 1836 à 1919, date à laquelle elle est expropriée par les lois de la nouvelle république estonienne qui nationalisent les biens fonciers. Il devient alors une maison de soins.
Un manoir est construit au XVIIe siècle et agrandi en 1726 siècle par les Rosencrantz. Il est rebâti en 1912 en gardant les bases de l'ancien manoir. Sa façade est allongée avec un tourelle sur le côté droit et une tour semi ovale formant un bow window (fenêtre arquée) à gauche de l'entrée d'honneur. On y ajoute des pignons à l'allemande au-dessus des quatre côtés.
Le château a été privatisé et restauré en l'an 2000. Il a ouvert comme hôtel en 2003.

### Source
- (et) Cet article est partiellement ou en totalité issu de l’article de Wikipédia en estonien intitulé « Eivere mõis » (voir la liste des auteurs).